# Muzeum Ziemi Mińskiej w Mińsku Mazowieckim
Muzeum Ziemi Mińskiej w Mińsku Mazowieckim – muzeum z siedzibą w Mińsku Mazowieckim. Placówka jest miejską jednostką organizacyjną.

## Opis
Placówka powstała w 2005 roku, a jej siedzibą są pomieszczenia Pałacu Łubieńskich, pochodzącego z lat 30. XX wieku. W ramach ekspozycji stałych prezentowane są dzieje miasta w malarstwie miejscowych artystów oraz pamiątki związane z mińską Ochotniczą Strażą Pożarną. Ponadto muzeum posiada zbiory kartograficzne, medalierskie oraz sztuki (prace Jacka Siudzińskiego, Marka Chabrowskiego, Hanny Sawickiej, Louisa Długosza). Natomiast w oddziale muzeum – Muzeum 7. Pułku Ułanów Lubelskich (ul. gen. Sosnkowskiego 4) – mieszczą się zbiory poświęcone temu oddziałowi.